# 酒さ様皮膚炎

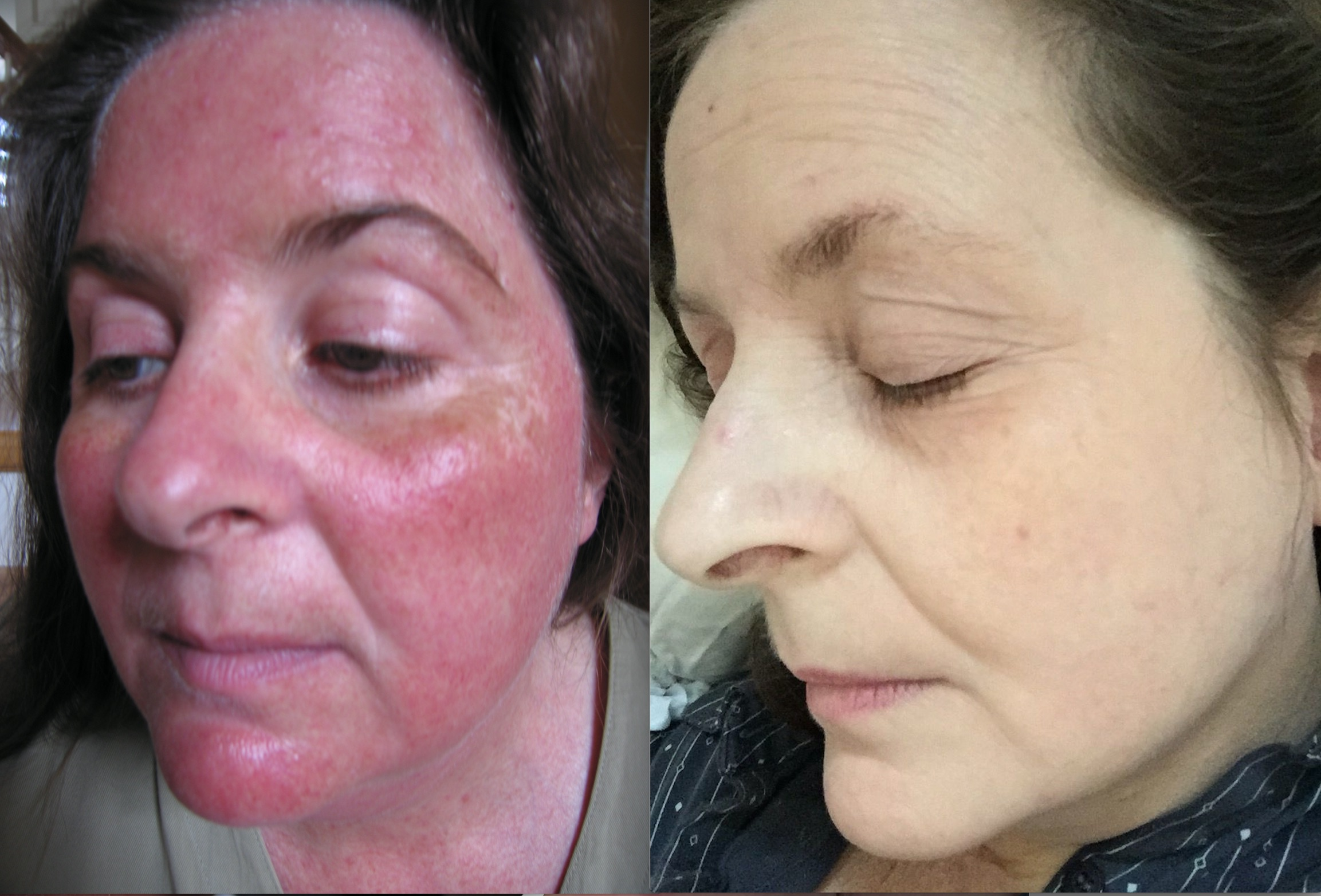
左: ステロイド酒さの症状。右: 完治後。

酒さ様皮膚炎(しゅさようひふえん、rosacea-like dermatitis)とは、紅斑、丘疹と膿疱、毛細血管拡張のうち1つ以上の症状から診断される酒皶のような皮膚病変をきたしたもの。顔面への長期間のステロイド外用薬や、タクロリムス（局所カルシニューリン阻害剤）の使用によって酒さ様皮膚炎が生じることがある。
ステロイドによる皮膚症状の主な症状のひとつ。

## 診断

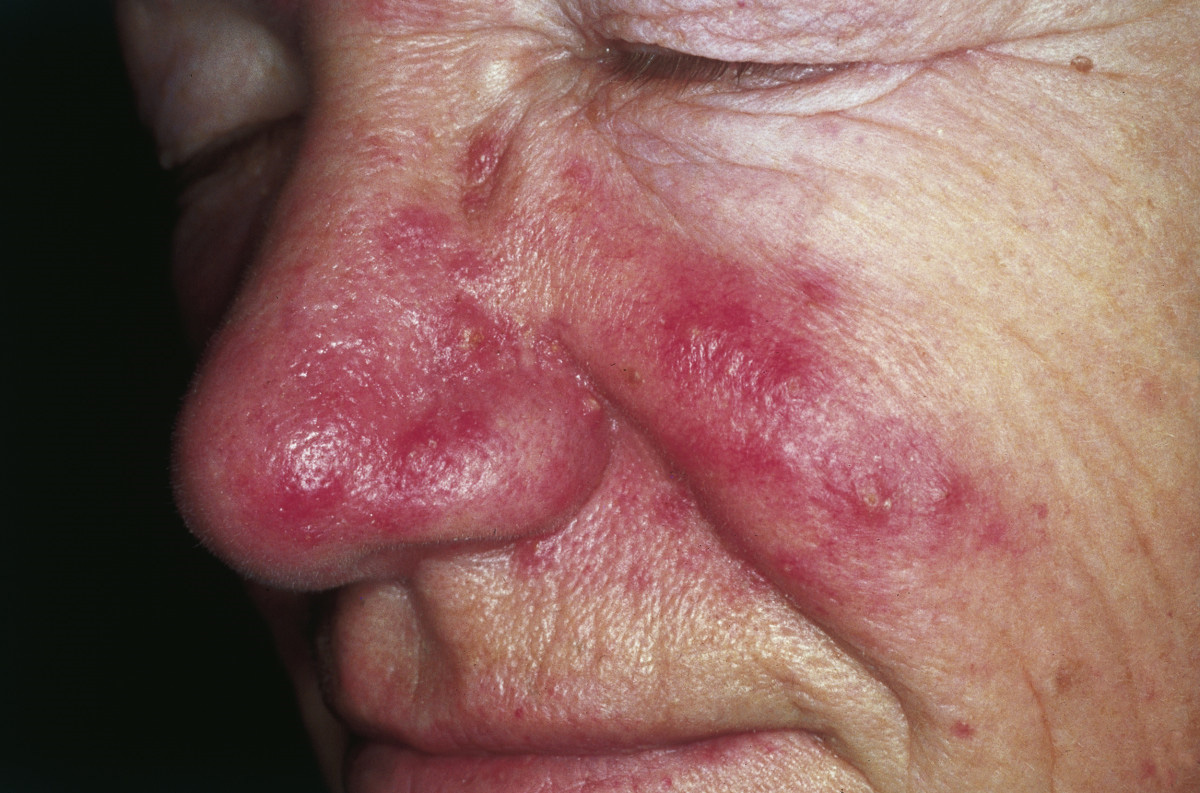
酒皶の症状。酒さ様皮膚炎の写真ではない。

アルコールにより酔った時のように頬が赤くなり「酒さ」の様な分布の発赤を認める。発赤面には丘疹や膿疱、毛細血管拡張などを合併することも多い。問診では、外用薬の使用歴を確認する。
酒さ様皮膚炎は、日本で酒皶に適した医薬品の保険適応がないため、代わりに脂漏性皮膚炎や接触性皮膚炎として診断してステロイド外用薬やタクロリムス（局所カルシニューリン阻害剤）を処方し連用している最中にこれらの薬が原因となって生じることがある。

## 治療
ステロイド外用薬を長期間使用して酒さ様皮膚炎を呈した場合、完治のために中止すると、ほぼ例外なく反跳（リバウンド）して紅斑が増悪し、強い場合もあるためそのような現象が避けられないことを、医師は説明する必要がある。
処方例
1. ミノサイクリン(抗生物質、50mg) 2錠 1x(夕食後)/日 および
2. 1%メトロニダゾール軟膏(抗菌薬、院内調剤)[1](メトロニダゾール 0.1g、プロピレングリコール 0.05mL、親水軟膏で10gで希釈する[2])

ステロイド使用後の酒さは、膿疱や丘疹が生じるタイプのステロイド外用薬離脱の前駆症状となりうる。